# Tithrone laeta
Tithrone laeta är en bönsyrseart som beskrevs av Atilio Lombardo 1996. Tithrone laeta ingår i släktet Tithrone och familjen Acanthopidae. Inga underarter finns listade i Catalogue of Life.